# Kapilendra Deva
Kapilendra Deva Routaray también transcrito como Kapilendra Routaray o Sri Sri Kapilendra Deva (en oriya କପିଳେନ୍ଦ୍ର ଦେବ ରାଉତରାୟ) fue un emperador odia que reinó en 1434-1466 en gran parte del subcontinente indio y fundó la dinastía Gajapanti.
Reclamando ser descendiente de Surya Vamsha (dinastía del Sol) del Mahabharata, también tomó el título shri shri ...(108 veces) Gajapati Gaudesvara Naba Koti Karnata Kalbargesvara. Este título literalmente significaba señor de Bengala (Gauda), de Karnataka del reino de Vijayanagara, del reino de Golkonda y de nueve crore vasallos. El título es todavía utilizado por los reyes de dinastía del sol de Puri en rituales.

## Orígenes
Hay varias teorías y relatos sobre sus orígenes. En la crónica Madala Panji del templo Puri se dice que Kapila Routa nació en una familia pobre cuyo trabajo era cuidar de vacas domesticadas. Debido a que un símbolo divino en forma de cobra (naga) pasó por su cabeza mientras descansaba, se profetizó que sería rey algún día. Otras notas de los mismos registros afirman que fue un ladrón y que nombró al cabecilla de la banda a la que perteneció como sacerdote de la corte cuando fue rey. En su tercera aparición en los mismos registros se dice que pedía delante del templo de Jagannath en Puri durante su infancia y que fue adoptado por el último gobernante de la dinastía Ganga Oriental tras un sueño divino. Fue nombrado general del ejército ganga y asignado a las fuerzas que combatían a los musulmanes de Bengala.

## Ascenso al poder
En medio del declive de la dinastía Ganga, Kapilendra Deva tomó el trono con apoyo interno mientras el último gobernante de la dinastía, Bhanu Deva, estaba en una expedición militar en los territorios del sur. Fue declarado rey con una ceremonia rajyabhishek en Bhubaneswar. Dado que su accesión fue debida a un golpe de Estado, algunos reyes feudales de Odisha como Matsarvamshi de Oddadi, Shilavamshis de Nandapur o Bishnukundina de Panchadhara rechazaron su autoridad y se declararon independientes. 
Al mismo tiempo el Sultanato de Jaunpur representó una amenaza externa a su reino. Kapilendra delegó en su ministro Gopinath Mahapatra la amenaza de Jaunpur mientras se dedicaba personalmente a derrotar a los rebeldes. Para 1440 la rebelión había sido extinguida. La extensión del conflicto se refleja en su declaración del Templo Lingaraj donde ordena que se despojen del poder a aquellos que se hayan rebelado y no reconozcan su autoridad.

## Conquistas militares y expansión territorial
La hegemonía militar de Odisha había declinado durante la última fase de la dinastía Ganga Oriental, permitiendo a las potencias vecinas aumentar su territorio. Cuando Kapilendra Deva tomó el trono, poderes musulmanes hostiles como el sultán de Jaunpur (Mahmud Shah), el sultán bahmani y el joven gobernante de Bengala Samsuddin Ahmad Shah preparaban invasiones de Odisha. Deva Raya II de Vijayanagara junto con Reddys de Rajmahendri había llegado hasta Simhanchalam en el sur. Mientras suprimía rebeliones internas, Kapilendra Deva derrotó al sultán de Jaunpur a través de su ministro Gopinath Mahapatra y contenía a las fuerzas bengalíes fuerzas con su ministro Joginath Mahapatra.
Kapilendradeva empezó a continuación una serie de conquistas militares:

### Conquista de Rajamahendri
- Primera Campaña en 1444: La primera campaña contra la alianza de Vijayanagar y Rajamahendri Reddys fracasó debido a que las fuerzas odia se encontraron divididas en dos frentes al tener que combatir simultáneamente a Jaunpur en el norte y Vijayanagar en el sur. Kapilendra Deva desvió su atención a la invasión que amenazaba las fronteras del norte y por ello la campaña en el sur fue abandonada.
- Segunda Campaña en 1446 y conquista de Kondavidu por Hamvira Deva: las fuerzas odias regresaron en 1446 dirigidas por Hamvira Deva o Hamvira Kumara Mahapatra, el hijo mayor de Kapilendra Deva. La alianza política entre Vijayanagar y el reino Reddy había cesado con la muerte Deva Raya II y su sucesión por Malikarjuna Raya. El reino Reddy fue conquistado y las fuerzas odia ocuparon Kondavidu en 1454. Un rey vasallo llamado Ganadeva fue designado gobernador de la región.

### Subyugación de Vijayanagar y expansión hasta Tiruchirappalli
De las obras de Gangadasa Bilasa Charitam se sabe que Kapilendra Deva ordenó a Hamvira Deva conquistar Vijayanagar y el sultanato bahmani. Hamvira Deva capturó la capital Vijaynagar, Hampi, y forzó a Malikarjuna Raya a pagar impuestos anuales. Tamavupala, oficial en el ejército de Hamvira Deva conquistó los estados del sur de Udayagiri (Nellore) y Chandragiri en año 1460. Los edictos del templo de Srirangam cerca de Trichinapalli narran que Hamvira Deva capturó Trichinapalli, Tanjore y Arcot en el sur antes de parar su avance. Hamvira Deva asumió el título de Dakshina Kapileswara en el año 1464.

### Conquista de Telegana (Gulberga o Kalaberga)
La situación política de Telegana proporcionó una oportunidad para el ejército gajapati. Los jefes velama de Devara Konda en Telegana y el sultán bahmani Aladdin Ahmad Shah II tuvieron relaciones cordiales iniciales pero ante la guerra entre Vijayanagar y los Bahmani, los Velama tomaron partido por Vijayanagar. En un acto de venganza el sultán bahmani invadió Telegana y el comandante bahmani Sanjar Khan cometió atrocidades contra la población local y los hindus fueron vendidos como esclavos.
En 1456 Humayun Shah ascendió el trono bahmani y su general Sikander Khan derrotó una rebelión velama después de ocupar Devara Konda. Kapilendra Deva fue invitado por los Velama para rescatar la población telengana de los Bahmani. En 1458 se libró una batalla en Devara Konda entre fuerzas odias dirigidas por Hamvira Deva y el ejército bahmani. Las fuerzas odia salieron victoriosas y Telegana se convirtió un estado vasallo del imperio Gajapati, administrado por los Velama.

### Campañas contra el Sultanato Bahmani y marcha sobre Bidar
- Primera Campaña - Después de la muerte de Humayun Shah en 1462, su hijo menor de edad Nizam Shah fue coronado. Con la ayuda de Zamindares de Telegana y el jefes velama, las fuerzas odia marcheron hacia Bidar, entonces capital bahmani, saqueando a su paso. Aun así,  la invasión del gobernante de Jaunpur Sharqui sobre las fronteras del norte de Odisha con 300,000 jinetes y 1400 elefantes de guerra forzaron a Kapilendra Deva a abandonar la campaña contra los bahmani..
- Segunda Campaña - Durante su segunda expedición en Bidar, el sultanato Bahmani afrontó otra invasión simultánea del reino Malwa permitiendo a las fuerzas odia capturar con facilidad la capital y saquear el reino.

## Renacimiento cultural odia
Kapilendra Deva fue un patrón del visnuismo y amplió el templo Jagannath de Puri.  A pesar de que su vida entera estuvo dedicada a la guerra, el templo fue el centro de un renacimiento cultural que incluyó teatro y danza (Odissi) y otras formas de arte. Fue un mecenas de la cultura védica y escribió una obra en sánscrito llamada Parshuram Bijaya. Construyó el templo de Shiva de Kapileswar en Bhubaneswar, muestrando su tolerancia a otras ramas hinduistas. Fue bajo su reinado que el odia comenzó a utilizarse oficialmente por la administración y el poeta Sarala Das escribió el Mahabharata Odia. Sarala Das era de la baja casta Shudra y era fue protegido por Kapilendra Deva en el sistema social dominante de Brahmanes. Aun así, fue también promotor de consejos brahmanes por su respeto al conocimiento védico.
Kapilendra Deva se declaró servidor de Jagannath, lo que se refleja en Routaray que significa el rey-sirviente del señor. La cisterna de Narendra en el templo Jagannath fue construida por Kapilendra Deva en memoria de su hermano martirizado, Veer Narendra Deva. Catorce de los dieciséis ghats del tanque recibieron los nombres de sus catorce sobrinos. Los dos muros concéntricos mura llamados Kurma Prachira y Meghanada Prachira fueron también construidos bajo su reinado. El festival de Chandan Jatra en honor a Jagannath se inició también bajo su gobierno. Donó joyas y otros objetos al templo durante los 41 anka de su reinado.

## Últimos días
Kapilendradeva estaba preocupado por un traidor que se opinía a la sustitución de la dinastía Ganga Oriental. Sus edictos en el templo de Jagannath el templo proporciona una muestra de sus preocupaciones: juraba castigar a todos los que se rebelaran contra él. Antes de su muerte en 1466 nombró a su hijo más joven Purushottama Deva, heredero, causando una rebelión dirigida por el mayor, Hamvira Deva.  En 1472, Purushottam fue vencido y Hamvira Deva se proclamó rey, pero en 1476 Purushottam se levantó contra su hermano y recuperó el trono.